# Chalinula loosanoffi
Chalinula loosanoffi är en svampdjursart som först beskrevs av Hartman 1958.  Chalinula loosanoffi ingår i släktet Chalinula och familjen Chalinidae. Inga underarter finns listade i Catalogue of Life.